# 서울서부시외버스터미널
서울서부시외버스터미널(The West Seoul Intercity Bus Terminal)은 서울특별시 은평구 통일로 757 (대조동)에서 신성교통이 운영했던 버스 터미널이었다.

## 역사
1971년에 건립되었으며 과거에는 문산, 일산, 적성, 의정부 등 11개의 직행, 완행 시외버스 노선이 운영되었으며 1980년대 말까지만 해도 하루 1만여명이 이용하는 규모가 큰 터미널이었으나, 1990년대 초반 일산신도시가 개발되고 일산선 개통으로 수도권 지하철이 일산까지 연결되자 이용객이 급감하여 2002년에는 이용객이 하루 1천명 수준으로 급감하였다. 또한 서울 시내버스가 경기도 외곽지역까지 연장 운행을 하게 되면서 2002년 당시 기준으로 문산까지 갈 때 요금이 시외버스는 3000~4000원 수준이었지만 서울 좌석버스를 이용할 경우 1200원에 불과하여 가격경쟁력에도 밀려 더욱 이용객이 감소하는 원인이 되었다.
결국 기존 운행 노선이 시내버스로 전환되어 더 이상 시외버스 노선이 운행하지 않게 되었으며 오히려 파주시나 고양시로 운행하는 시내버스들의 차고지 및 환승센터 정도의 역할로 전락하였다. 주로 고양시, 양주시 장흥면(송추), 의정부시, 광탄면, 적성면, 법원읍, 문산읍, 파주시 등으로 향하는 고양시, 파주시 면허 시내버스가 출발하였다.
2015년 10월 13일 서울서부경찰서가 이 터미널 건물을 리모델링하여 2019년 11월 신청사 준공 때까지 임시청사로 사용했고, 임시청사 사용 종료 이후 철거되어 역세권 청년주택으로 재건축되었다.

## 운행 노선
터미널이 서울서부경찰서 임시 청사로 사용되면서 폐지되기 전까지 운행하던 노선으로서 기존 운행 노선이 모두 시외버스에서 시내버스로 전환되었기 때문에 시외버스 노선은 없다.

### 시내버스
| 노선 번호 | 운행업체 | 운행구간   | 운행구간 | 운행구간     | 경유지                                                                                           | 배차 간격 (분) | 비고                                                     |
| --------- | -------- | ---------- | -------- | ------------ | ------------------------------------------------------------------------------------------------ | -------------- | -------------------------------------------------------- |
| 17        | 신일여객 | 서영대학교 | ↔        | 불광동       | 월롱역, 금촌역, 금촌주공단지, 봉일천시장, 내유동, 고양정신병원, 서울시립승화원, 삼송역, 구파발역 | 100~120        | (구) 303번 도시형버스                                    |
| 30        | 신일여객 | 적성터미널 | ↔        | 불광동       | 법원3리, 파주역, 월롱역, 봉일천시장, 내유동, 고양정신병원, 서울시립승화원, 삼송역, 구파발역      | 10~20          |                                                          |
| 31        | 신일여객 | 광탄       | ↔        | 불광동       | 신산리, 등원1리, 봉일천시장, 내유동, 고양정신병원, 서울시립승화원, 삼송역, 구파발역              | 15~25          |                                                          |
| 34        | 명진여객 | 불광동     | ↔        | 의정부터미널 | 구파발역, 북한산성입구, 올림픽부대앞, 송추검문소, 울대고개, 가능역                               | 10~15          | 경민대학교 미경유 동명빌라에서 승차                      |
| 55        | 서울여객 | 불광동     | ↔        | 대화역       | 구파발역, 삼송역, 관산동, 고봉동, 복음병원, 일산시장                                             | 15~55          |                                                          |
| 100       | 서울여객 | 불광동     | ↔        | 한라A 동문A  | 구파발역, 관산동, 내유동, 지영동, 한라A                                                          | 18~25          | (구) 일반좌석버스                                        |
| 360       | 명진여객 | 불광동     | ↔        | 의정부터미널 | 구파발역, 장흥면, 일영역, 송추검문소, 울대고개, 가능역                                           | 18~25          | (구) 36번 도시형버스 경민대학교 미경유 동명빌라에서 승차 |

## 인근 시설
- 동명여자고등학교
- 불광역
- 대조동 우체국
- KT은평지사
- 연신내역
- 서울대은초등학교